# Fricativa velar sonora
La fricativa velar sonora és un so que es representa amb el signe [ɣ] en l'AFI (una gamma minúscula, com la de l'alfabet grec però lleugerament modificada amb traç simètric). No existeix a totes les llengües del món, però sí a moltes de les més parlades.
Entre les llengües que tenen aquest so (encara que no sigui com a fonema) hi ha el català, el castellà, el grec modern, i l'àrab.

## Característiques
1. És una consonant oral sonora.
2. El seu punt d'articulació és velar perquè la llengua tira cap enrere.
3. Él seu mode d'articulació és fricatiu perquè hi ha turbulència en la columna d'aire.

## En català
En català no es considera fonema, sinó al·lòfon o variant del corresponent so oclusiu. A més, la pronúncia és més aproximant (hi ha menys fricció a la columna d'aire). Un exemple d'aquest so és a la paraula "agafar". Estrictament es representa amb un diacrític que indica una obertura més gran [ɣ̞].